# Emil Krause (Pianist)
Carl Emil Krause (* 30. Juli 1840 in Hamburg; † 5. September 1916 ebenda) war ein deutscher Pianist, Organist, Musikkritiker,  Musikprofessor und Komponist. 

## Leben und Wirken
Emil Krause belegte ein Studium in Leipzig am Konservatorium und war ab 1857 Musiklehrer und -schriftsteller in Hamburg. 1864 war er außerdem Konzertreferent für das Hamburger Fremdenblatt. Am 20. Mai, 1869, schrieb er eine erfolglose Bewerbung um die Organistenstelle an St. Petri, Hamburg. In den 1870er Jahren erfolgten häufige Aufführungen seiner Kompositionen, bis 1890 waren dies allein 75 Opern. Ab 1873 war er Lehrer am von Bernuth´schen Konservatorium. 1885 war er Lehrer am Hamburger Konservatorium. 1906 wurde er  Ehrenmitglied in der Hamburger Musikerverbindung von 1831. Einer seiner Kompositionsschüler war Heinrich Sthamer. Krause war Herausgeber von Ausgaben für Klaviermusik. Verehelicht war er mit Emma Johanna Friederica Königs.

## Schriften (Auswahl)
- Technik des Klavierspiels
- Didaktisches für junge Musiker und Musikfreunde. Hamburg C.Boysen 1893
- 414 Aufgaben zum Studium der Harmonielehre, op. 43. Hamburg Boysen 1921
- Hamburg als Musikstadt (Manuskript im Staatsarchiv Hamburg)
- Felix Weingartner als schaffender Künstler, Ein Portrait. Berlin. Gose & Tetzlaff 1904
- Kurzgefasste Darstellung der Passion, des Oratoriums und modernen Konzertwerkes für Chor, Soli und Orchester. Langensalza Beyer & Sohn, 1902
- Gradus Ad Parnassum, Einhundert Studien Für Pianoforte Op.95 Zweite Aufl. Band 1. Siegel Leipzig 1902
- Zur Pflege der religiösen Vokalmusik in der Steiermark. Langensalza, Beyer & Söhne, 1913
- Johannes Brahms in seinen Werken. Hamburg. Lucas Gräfe & Stillem 1892

## Kompositionen
- Kammermusik
- Kantaten
- Lieder
- Hundert achttaktige Praeludien nebst Anhang, Thema mit Variationen zum Studium der Claviertechnik der akkordlichen Analyse, Op. 105. Hamburg C. Boysen o. J.